# Новый Узбекистан (парк)
Парк «Новый Узбекистан» (узб. Yangi Oʻzbekiston bogʻi) — один из крупнейших парков культуры и отдыха в Узбекистане. Парк открыт в честь празднования 30-летия независимости Узбекистана и расположен на площади 104 га в Мирзо Улугбексого района . Город Ташкент. В центральной части парка находится стела Независимости. Торжественное открытие парка «Новый Узбекистан» и Монумента Независимости состоялось 31 августа 2021 года. Президент Узбекистана Шавкат Мирзиёев выступил с речью на открытие парка. После этого в других регионах Узбекистана начали возводить парки под названием «Новый Узбекистан». Строительство парка «Новый Узбекистан» расширило площадь Ташкента. К Мирзо-Улугбекскому району присоединена территория парка.
С 2022 года стало традицией возлагать цветы высокопоставленными гостями к Монументу независимости в парке «Новый Узбекистан».

## История парка
Первые саженцы в парке были высажены 1 мая 2021 года и началось благоустройство территории. Позже были проведены масштабные работы по строительству и задействовано более 2000 строителей и рабочих, а также более 200 единиц спецтехники. В парке были посажены декоративные деревья, кустарники и цветы, такие как каштан, дуб, клён, тюльпаны и многие другие. В центральной части парка находится стела Независимости.
Памятник, первоначально именовавшийся комплексом «Истиклол» планировалось построить на проспекте Голубых куполов в центре Ташкента. 3 февраля 2021 года был объявлен конкурс на разработку концепции комплекса. Слухи о сносе Аллеи Голубых куполов и возведении на её месте нового памятника вызвали протесты местных жителей, против сноса Голубых куполов организована петиция.
В итоге было принято решение построить парк на новом месте. Подрядчиком строительства парка «Новый Узбекистан» и Монумента Независимости выступила строительная компания Mimar Group. Стоимость строительно-монтажных работ оценивалась в 146,5 млрд и 47,8 млрд сумов соответственно. Строительной компании и турецкой компании (Açıkhava Fabrikası), которая также принимала участие в строительстве, было поручено построить памятник в кратчайшие сроки. Однако из-за карантинных ограничений, введенных Турцией в связи с пандемией COVID-19, не удалось своевременно привезти в Узбекистан необходимых специалистов и стройматериалы. В результате памятник не полностью содержит сведения о важных исторических личностях, государственных деятелях и событиях страны, которые планировалось изобразить. Ввиду сжатых сроков эту работу планировалось провести после празднования Дня Независимости Узбекистана.
Первая очередь строительства парка была завершена 31 августа 2021 года и состоялось торжественное открытие комплекса парка «Новый Узбекистан» и Монумента Независимости. Через неделю начался второй этап строительства парка. После ослабления ограничений в связи с пандемией COVID-19 в Турции, осенью 2021 года турецкая компания (Açıkhava Factory) реконструировала Монумент Независимости из импортированных из Турции материалов.

## Праздники и церемонии в парке
Парк «Новый Узбекистан» предназначен также для проведения государственных праздников, культурно-просветительских мероприятий.
Основные торжества празднования нового года (2022 год) прошли в парке «Новый Узбекистан», где была установлена самая большая новогодняя ёлка Узбекистана. По случаю нового года с 20 декабря 2021 года по 10 января 2022 года было запущено бесплатное автобусное сообщение от ташкентской станции метро «Дустлик» до парка «Новый Узбекистан».

### Церемония возложения цветов к Монументу Независимости
С 2022 года стало традицией возлагать цветы высокопоставленными гостями к Монументу Независимости в парке «Новый Узбекистан».
| № | Имя посетителя        | Должность                                        | Дата                 | Описание | Примечание                                         |
| - | --------------------- | ------------------------------------------------ | -------------------- | -------- | -------------------------------------------------- |
| 1 | Тайип Эрдоган         | Президент Турции                                 | 29 марта 2022 года   |          | Первый визит в парк главы иностранного государства |
| 2 | Сахиба Гафарова       | Председатель Национального собрания Азербайджана | 1 апреля 2022 года   |          |                                                    |
| 3 | Эмомали Рахмон        | Президент Таджикистана                           | 2 июня 2022 года     |          |                                                    |
| 4 | Ильхам Алиев          | Президент Азербайджана                           | 21 июня 2022 года    |          |                                                    |
| 5 | Сердар Бердымухамедов | Президент Туркмении                              | 14 июля 2022 года    |          |                                                    |
| 6 | Шарль Мишель          | Председатель Европейского совета                 | 28 октября 2022 года |          |                                                    |

## Архитектура
Вид сверху на сад можно сравнить с пятью ветвями огромного дерева. Создатель дизайна парка заявил, что это символизирует пять направлений Стратегии действий Узбекистана. В парке также планируется построить различные аттракционы, фонтаны, магазины и рестораны, каток с искусственным льдом площадью 450 квадратных метров и амфитеатр под открытым небом на 5000 мест.

### Монумент Независимости
Монумент Независимости расположенный в центральной части парка «Новый Узбекистан» содержит барельеф, изображающий историю народов Центральной Азии и часть современной истории Узбекистана. Автор барельефа — скульптор Шохрух Урозов. Высота памятника составляет 60 метров, вверху монумента расположена инсталляция в виде птицы Хумо.
Современный вид монументального барельефа представляет собой временную скульптуру из гипса, адаптированную к поверхности стелы. Позднее был подготовлен бронзовый вариант барельефа на комплексе стелы, который планировалось установить.